# Acamas
În mitologia greacă, numele Acamas a fost atribuit mai multor personaje care au participat la Războiul troian, dar numai primul dintre aceștia este menționat de Homer:
- Acamas, fiul lui Tezeu și al Fedrei, care a fost trimis în solie împreună cu Diomede să o ceară pe Helena de la troieni.
- Acamas, fiul lui Eussorus din Tracia, ucis în Războiul troian de către Aiax.
- Acamas, fiul lui Antenor și unul dintre cei mai viteji troieni, doborât în luptă de către Meriones.